# Субъективная фотография

Фотография «Appell». Отто Штайнерт. 1950 год

Субъективная фотография — художественное течение в фотоискусстве, зародившееся в Германии в начале 1950-х годов. У истоков зарождения течения стоял немецкий фотограф Отто Штайнерт, организовавший в 1951 году в Саарбрюккене выставку «Субъективная фотография». Представители течения стремились выразить посредством снимка своё отношение к воспроизведённой реальности в противовес объективному изображению происходящего, при котором фотограф давал право зрителю самостоятельно составить своё мнение об изображении. Термин «субъективная фотография» стал в пятидесятых годах понятием для творчества, опирающегося на явно эмоциональные впечатления фотографов.

## Зарождение
Являясь антифашистом фотограф Отто Штайнерт, новое направление противопоставлял официальным фотоснимкам времён Третьего рейха, большинство из которых являлись хроникальными и передавали официальный взгляд руководства страны. Представители течения считали, что выбор реальности для фотоизображения уже является важной частью творческого процесса, так как, в самом выборе отражается творческая индивидуальность любого фотографа. Но решение запечатлеть на снимке какой-то определённый сюжет должно обязательно сопровождаться личным переживанием автора, дающим стимул формулировке посыла который несёт фотография.
В рамках направления, как правило, создавались чёрно-белые снимки, запечатлевшие абстрактные формы, графические структуры с ярко вырожденными линиями света и тени.
Уже как состоявшейся фотограф Отто Штайнерт в 1959 году переехал Эссен, где занялся преподаванием в школе «Фолькванг». Здесь ему предоставилась возможность основать училище, полностью отвечавшее его представлениям, таким образом он, по сути, основал школу субъективной фотографии.

## Развитие
После выставки, состоявшейся в 1951 году две другие крупные выставки также называвшиеся «Субъективная фотография» были проведены в 1954 и 1958 годах. В них участвовало много молодых фотографов, членов группы Fotoform, а также других фотографов, таких как Анри Картье-Брессон, Рауль Хаусманн, Робер Дуано, Ирвин Пенн, Уильям Кляйн, также независимые немецкие фотографы Моника фон Бах, Марта Хёпфнер, Герман Клаасен, Роберт Хойссер, Адольф Лази, Герберт Лист.
В конце 1950-х художественное течение проявилось в Испании через группу фотографов AFAL, которая стала пионером нового течения в Испании. Отголоски субъективной фотографии можно удивить в работах французского фотообъединения Club 30 x 40 и итальянской группы фотографов La Bussola.
Большое распространение идеи направления субъективной фотографии получили в странах восточной Европы и СССР, так чешский фотограф Йозеф Судек, настаивал на необходимости личных переживаний, предшествующих возникновению снимков, в 1967 году он лично познакомился с Штайнертом, оба мастера с большим уважением относились к произведениям друг друга, так как ощущали в них внутренний заряд, исходящий из эмоциональных впечатлений. В 1950-х годах в СССР шло время великих строек, огромные масштабы происходящих процессов, не могли не влиять на чувства советских фотографов, и эти личные эмоциональные впечатления стали причиной появления снимков в духе течения.